# Neith (godin)
Neith was een oud-Egyptische godin van voor de dynastieën, beschermgodin van de stad Saïs en Esna. Als moedergodin wordt ze soms gezien als de schepper van de wereld en wordt dan gelijkgesteld aan de koe die het leven gaf aan de demiurg. Ze was de beschermster van de wevers en de jagers. Ook werd ze geassocieerd met de oorlog. Haar naam betekent letterlijk weefster en door het weven werd ze ook geassocieerd met de formulering van de rationele wetenschap. (Het woord 'tekst' is ook afkomstig van textura, wat weefsel betekent.)
Neith wordt weergegeven met zowel mannelijke als vrouwelijke kenmerken. Ze droeg de rode kroon van beneden-Egypte. Ze was de moeder van de krokodillengod Sobek en werd soms gezien als de vrouw van Chnoem.
Neith was ook een van de beschermgodinnen van de canopen. Ze deelde deze functie met Isis, Nephthys, Selket en de vier zonen van Horus, maar zijzelf was vooral geassocieerd met de maag die ze beschermde met Doeamoetef.
Neith werd verder Anatha, Ath-enna, Athene, Medusa, genoemd. Haar naam had volgens de Egyptenaren "Ik ben vanuit mezelf gekomen" als betekenis. Zij was de oerruimte Noen waaruit de zon voor het eerst voortkwam of "De koe, die Ra baarde". Zij was de geest achter de sluier, die geen sterveling rechtstreeks kon zien. Ze noemde zichzelf "al wat was, is, en zal zijn". Haar symbool werd als totem gedragen door een prehistorische clan en haar naam door de twee koninginnen van de eerste dynastie.
De Grieken kenden haar als Nete, een van de drie muzen van Delphi.
In de Hebreeuwse Bijbel werd ze Asenath (Isis-Neith) genoemd, "de grote godin van de stad Aun" verjoodst tot On. Haar hogepriester Potifar werd haar tot 'vader' verklaard en Jozef tot haar echtgenoot.